# エルケ・バインホーフェン
エルケ・バインホーフェン（Elke Wijnhoven、女性、1981年1月3日 - ）は、オランダのバレーボール選手。ポジションはリベロ。元オランダ代表。

## 来歴
地元のクラブチームでキャリアをスタートさせ、2001-02シーズンからイタリアセリエＡのヴィチェンツァに移籍した。2001年、オランダ代表に初選出される。同年の欧州選手権で5位、2002年の世界選手権で9位、2003年のワールドグランプリでは4位となった。

## 球歴
- 世界選手権 - 2002年
- ワールドグランプリ - 2003年、2005年
- 欧州選手権 - 2001年、2003年、2005年

## 所属クラブ
- Sonas Activia（1998-1999年）
- De Schalmers（1999-2000年）
- Micro/Electro（2000-2001年）
- ヴィチェンツァ（2001-2002年）
- VfB Ulm（2002-2004年）
- Volley 2002 Forlì（2004-2005年）
- Primaide. Com Tortoli（2005-2006年）
- TVC Amstelveen（2006-2007年）
- スカボリーニ・ペーザロ（2007-2010年）